# Idori
Dans les arts martiaux, les Idori sont des techniques de défense ou les adversaires s’affrontent à genoux. en Ju-jitsu : (Daitōryū aikijūjutsu, Hakkō-ryū...), en Aïkido & en karaté de style wadō-ryū, il existe 5 Idoris.